# 62
62 (LXII, na numeração romana) foi um ano comum do século I, do Calendário Juliano, da Era de Cristo, teve início a uma sexta-feira e terminou também a uma sexta-feira, e a sua letra dominical foi C.
| Ano completo                       |
| ---------------------------------- |
| Ano comum com início à sexta-feira |

## Eventos
Ofônio Tigelino é nomeado prefeito do pretório por Nero.

## Mortes
- 24 de novembro - Aulo Pérsio Flaco, poeta da Roma Antiga
- ? - Virgem Maria